# Anni 320
Gli anni 320 sono il decennio che comprende gli anni dal 320 al 329 inclusi.

## Eventi, invenzioni e scoperte
- Metà anni 320 – Flavio Dalmazio lascia Tolosa e raggiunge con la famiglia Costantinopoli, vivendo alla corte del fratellastro Costantino I.